# Остролодочник дерновинный
Остролодочник дерновинный (лат. Oxytropis caespitosa) — вид растений рода Остролодочник (Oxytropis) семейства Бобовые (Fabaceae), растущий на степных каменистых и щебнистых склонах.

## Ботаническое описание
Дерновинки плотные, со многими твердеющими прошлогодними листовыми черешками. Прилистники сросшиеся с черешком и между собою, по краю с ресничками, снаружи более или менее волосистые. Цветоносы короче листьев, с полуприжатыми волосками, почти голые. Листочки в числе 5—7 пар, продолговатые, сверху голые, снизу с прижатыми волосками, позднее почти голые.
Соцветие зонтиковидное, из 2—3 отклонённых цветков. Прицветники почти перепончатые, значительно короче чашечки. Чашечка трубчатая, негусто опушённая, с черноватыми от волосков зубцами в 3—4 раза короче трубки. Венчик белый, с фиолетовым пятном на лодочке, при сушке желтеющий. Флаг 22—33 мм длиной, с продолговато-овальным отгибом. Лодочка с остриём 2—3 мм длиной. Бобы яйцевидные, перепончатые, с отстоящими белыми и чёрными волосками, с широкой брюшной перегородкой. 2n=64.